# Piet Smits (voetballer)
Piet Smits was een Nederlandse voetballer bij Feyenoord. Hij speelde voor deze club tussen 1936 en 1940.
Hij was een van de 12 Feyenoordspelers die op 27 maart 1937 met een vriendschappelijke wedstrijd met het Belgische Beerschot het nieuwe stadion De Kuip inwijdden. Gadegeslagen door voor 37.825 toeschouwers werd het 5-2 voor Feyenoord in de stromende regen.
Smits speelde 18 competitiewedstrijden voor Feyenoord en maakte hierin 4 goals.